# Helmut Dörner
Helmut Dörner (26 de junho de 1909 - 11 de fevereiro de 1945) foi um oficial alemão que serviu durante a Segunda Guerra Mundial. Foi condecorado com a Cruz de Cavaleiro da Cruz de Ferro.

## Carreira

### Patentes
SS-Oberführer

### Condecorações
| Cruz de Ferro 2ª Classe |
| Cruz de Ferro 1ª Classe |
| Cruz de Cavaleiro da Cruz de Ferro 15 de maio de 1942 Folhas de Carvalho 16 de novembro de 1944 Espadas 1 de fevereiro de 1945 |